# Sleep (gruppo musicale)
Gli Sleep sono un gruppo musicale stoner/doom metal statunitense, formatosi a San Jose (California) nel 1990.
Il gruppo ottenne forti riscontri da parte della critica e delle etichette a ridosso della propria formazione. Il critico Ed Rivadavia li descrisse come “forse la band stoner rock definitiva” e afferma che ebbero un'enorme influenza sul metal degli anni Novanta. Ciò nonostante, diversi alterchi con la loro casa discografica portarono allo scioglimento del gruppo nella seconda metà del decennio. Si sono riuniti nel 2009.

## Storia

### Prima degli Sleep
Gli Sleep si evolsero all'inizio degli anni Novanta a partire dal gruppo Asbestosdeath, fondato da Al Cisneros, Chris Hakius  e dal chitarrista Tom Choi. Gli Asbestosdeath divennero un trio con l'ingresso di Matt Pike alla chitarra e registrarono due singoli: Dejection per la Profane Existence e Unclean, autoprodotto. Choi lasciò il gruppo e avrebbe in seguito fondato gli Operator Generator, gli It Is I, i Noothgrush e i Black Jets.
Negli Asbestosdeath entrò Justin Marler come suo sostituto e la band cambiò nome in Sleep.

### Gli album
Il primo album degli Sleep, Volume One fu pubblicato nel 1991. Il gruppo veniva paragonato ai Saint Vitus, ma presto si formò un seguito di fan accaniti all'interno dell'allora nascente scena doom metal. L'album metteva in evidenza l'inclinazione degli Sleep per le sonorità lisergiche. Marler lasciò la band poco dopo la pubblicazione, per ritirarsi a vita monastica. La band rimase così un trio e pubblicò Volume Two, un EP pubblicato non ufficialmente dalla Off The Disc Records nel 1991.
Il disco successivo degli Sleep venne inviato all'etichetta indipendente Earache come demo. Registrato presso i Razors Edge Studios di San Francisco, con Billy Anderson come produttore, il nastro metteva in mostra l'amore del gruppo per le sonorità vintage, dalle influenze di Black Sabbath e Blue Cheer, fino alla loro fissazione per la strumentazione anni Settanta di Orange Amplification e Green Matamp. L'etichetta firmò immediatamente un contratto con la band e pubblicò il disco esattamente come era stato ricevuto.
Sleep's Holy Mountain (1992) è considerato un album seminale nell'evoluzione della scena stoner. Alla pubblicazione del disco fece seguito un'offerta allettante da parte della London Records e gli Sleep firmarono un contratto con loro. In questo periodo, la Earache pubblicò il primo tributo ai Black Sabbath e gli Sleep contribuirono all'operazione con una reinterpretazione di Snowblind.
Una volta firmato il nuovo contratto, la band cominciò a lavorare al terzo album, Dopesmoker, nel 1995. Per lo sgomento dei dirigenti della London Records, Dopesmoker era composto da un unico brano, della durata di più di un'ora. L'etichetta dichiarò che l'album era semplicemente invendibile e si rifiutò di pubblicarlo. Gli Sleep tornano in studio e inviarono così una seconda versione: il disco venne re-intitolato Jerusalem, parte del testo fu rivista e la musica fu ridotta a “soli” cinquantadue minuti. In sostanza, era quasi lo stesso album. La London Records rifiutò ancora una volta la pubblicazione e gli Sleep, a causa della frustrazione e della difficile situazione, si sciolsero.

### Dopo gli Sleep
Jerusalem venne pubblicato postumo nel 1998, come “bootleg ufficiale” da parte di un amico della band. Gli Sleep e il loro manager erano a conoscenza dell'operazione e diedero la propria approvazione. Nel 1999 Jerusalem fu finalmente pubblicato in modo ufficiale dalla The Music Cartel negli Stati Uniti e dalla Rise Above in Europa.
Infine, nel 2003 venne pubblicata la versione originale di Dopesmoker dalla Tee Pee Records. Viene comunemente considerata la versione definitiva dell'album. Parte di questa versione può essere sentita nella colonna sonora di Broken Flowers, del regista Jim Jarmusch.
Cisneros e Hakius formarono gli Om, mentre Matt Pike creò gli High on Fire.
Nel 2007 la Southern Lord ha pubblicato una compilation contenente entrambi i 7" pubblicato dagli Asbestosdeath.

### Reunion
Gli Sleep si riunirono il 9 maggio 2009 a Minehead in Inghilterra all'ATP festival, per la performance di Sleep's Holy Mountain, la loro opera più significativa, presentandosi con la formazione classica (Cisneros, Pike, Hakius). Ad oggi sono ancora attivi, ma con alla batteria Jason Roeder dei Neurosis.
Il 20 aprile 2018 esce il primo album dopo la reunion, The Sciences, il quarto della band.

## Formazione

### Formazione attuale
- Al Cisneros – basso elettrico, voce (1990-1998, 2009-presente)
- Matt Pike – chitarra (1990-1998, 2009-presente)
- Jason Roeder – batteria (2010-presente)

### Ex componenti
- Chris Hakius – batteria (1990-1998, 2009)
- Justin Marler – chitarra (1990-1991)

## Discografia

### Album in studio
- 1991 – Volume One (Tupelo Recording Company)
- 1993 – Sleep's Holy Mountain (Earache Records)
- 1999 – Jerusalem (Rise Above Records)
- 2003 – Dopesmoker (Tee Pee Records)[3]
- 2018 - The Sciences (Third Man Records)

### EP
- 1992 – Volume Two

### Album live
- 2009 – Reunion At All Tomorrow's Parties
- 2012 – Denver Colorado 09.05.10

### Demo
- 1990  – Demo

### Video
- 1996  – Dragonaut